# Adeodat I.
Adeodat I. papa od 19. listopada 615. do 8. studenog 618. godine. 

## Životopis
Više od pola godine trajale su razmirice oko vjerski pitanja i izbora za novog papu. Konačno je izabran Adeodat I., sin subđakona Stjepana - Rimljanin. Prije nego što je postao papa 40 godina vršio svećeničku službu. Uzeo je znakovito staro ime Adeodat I. Kao trajnije i bolje uveo je olovne pečate na svoje službene spise i svečana pisma – bule. Bio je prvi papa koji je napisao bulu (svečano papinsko pismo). Vratio je vanjski (sekularni) kler u neke crkvene službe, koje su sv. Grgur Veliki († 604.) i Bonifacije IV. († 615.) povjeravali redovnicima. Rim je u kolovozu 618. pogodio potres. Nakon njega harala je kuga. Papa posjećuje i tješi zaražene. Poznato je i čudo koje se dogodilo kod posjeta gubavaca. Papa je poljupcem ozdravio jednog gubavca.
Preminuo je 8. studenog 618. Pokopan je u kripti crkve Svetog Petra u Rimu. Proglašen je svetim, a blagdan mu se slavi 8. studenog.